# Blackburn (Missouri)
Blackburn és una població dels Estats Units a l'estat de Missouri. Segons el cens del 2000 tenia 284 habitants.

## Demografia
Segons el cens del 2000, Blackburn tenia 284 habitants, 106 habitatges, i 76 famílies. La densitat de població era de 353,7 habitants per km².
Dels 106 habitatges en un 34% hi vivien nens de menys de 18 anys, en un 62,3% hi vivien parelles casades, en un 4,7% dones solteres, i en un 28,3% no eren unitats familiars. En el 24,5% dels habitatges hi vivien persones soles el 14,2% de les quals corresponia a persones de 65 anys o més que vivien soles. El nombre mitjà de persones vivint en cada habitatge era de 2,68 i el nombre mitjà de persones que vivien en cada família era de 3,24.
Per edats la població es repartia de la següent manera: un 27,1% tenia menys de 18 anys, un 7,4% entre 18 i 24, un 26,8% entre 25 i 44, un 24,6% de 45 a 60 i un 14,1% 65 anys o més.
L'edat mediana era de 38 anys. Per cada 100 dones de 18 o més anys hi havia 93,5 homes.
La renda mediana per habitatge era de 35.313 $ i la renda mediana per família de 43.750 $. Els homes tenien una renda mediana de 38.333 $ mentre que les dones 21.250 $. La renda per capita de la població era de 14.603 $. Entorn del 10,6% de les famílies i l'11,8% de la població estaven per davall del llindar de pobresa.

## Poblacions properes
El següent diagrama mostra les poblacions més properes.